# Dictyophorine

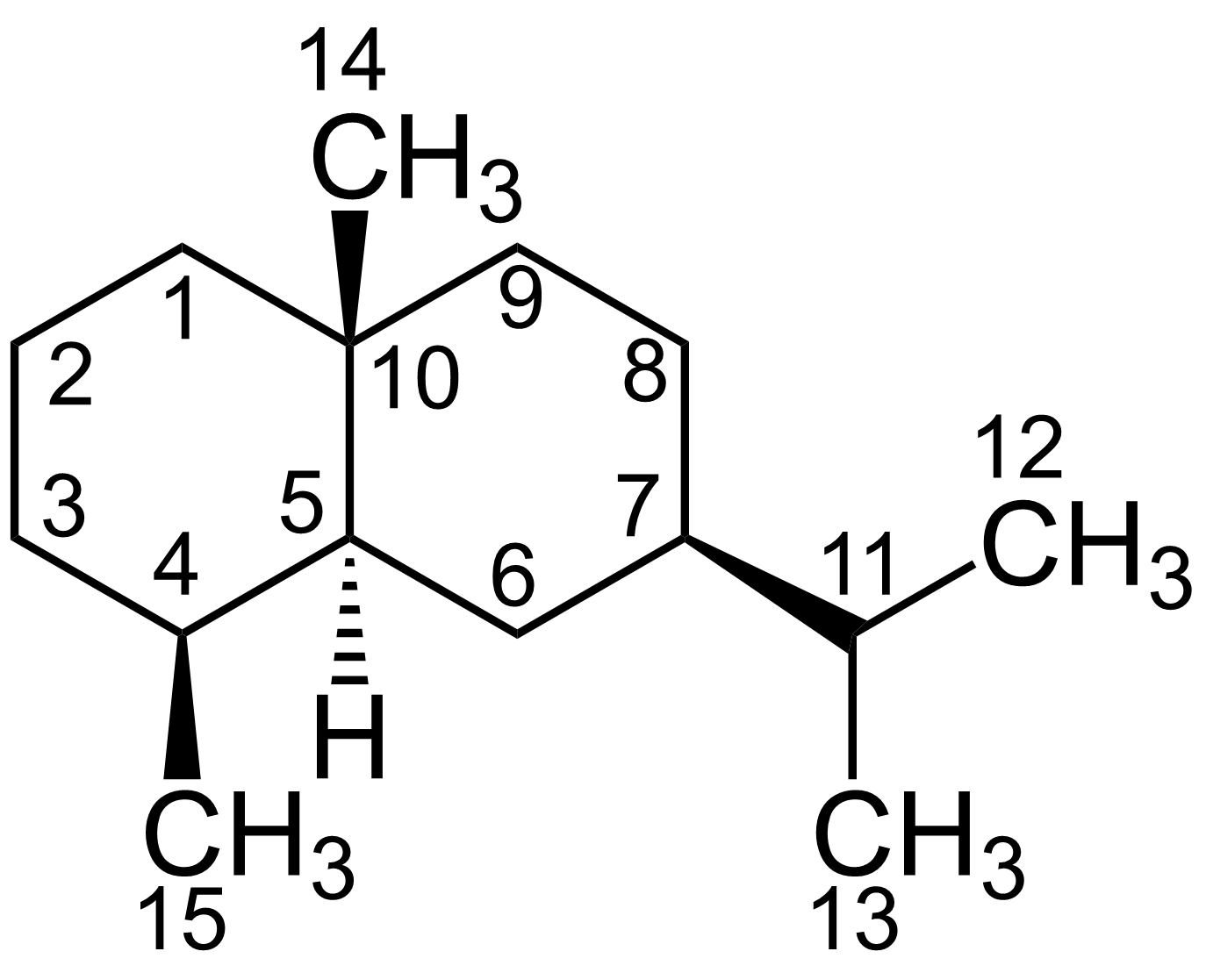
Eudesman-Grundstruktur

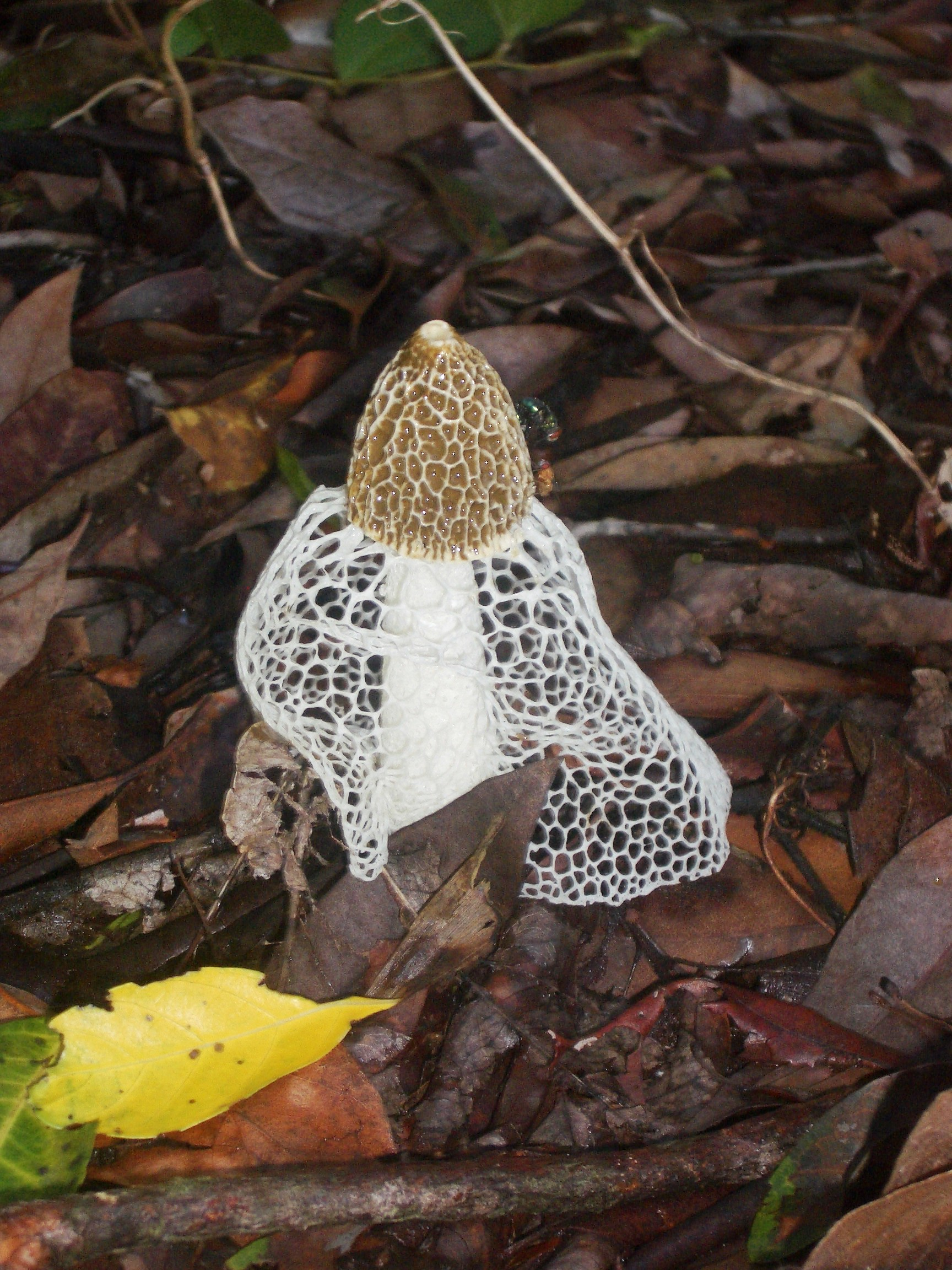
Phallus indusiatus

Dictyophorine sind chemische Verbindungen aus der Gruppe der Sesquiterpene, die erstmals aus dem Pilz Phallus indusiatus (synonym Dictyophora indusiata) isoliert wurden. Dictyophorine besitzen eine Eudesman-Grundstruktur und sie sind die ersten Eudesmanderivate, die in Pilzen gefunden wurden. Bisher wurden zwei Dictyophorine beschrieben, A und B. Beide induzieren die Genexpression des Wachstumsfaktors NGF in Astroglia.